# Stipe Krnčević
Stipe Krnčević (Šibenik, 12. prosinca 1910. — Šibenik, 8. listopada 1978.) bio je hrvatski veslač. Natjecao se na Ljetnim olimpijskim igrama 1936. i 1948. godine.

## Vanjske poveznice
- Stipe Krnčević @ olympedia.org